# جندب شرقي أخرق
جندب شرقي أخرق أو جندب أخرق (الاسم العلمي Romalea microptera)،نوع جنادب من مستقيمات الأجنحة وفصيلة الجرادية. موطنه الأصيل في جنوب شرق الولايات المتحدة. وهو يُعرف بحجمه الكبير وتلاوينه الفريدة. ويمكن أن يصل حجمه إلى 8 سم.

## معرض صور

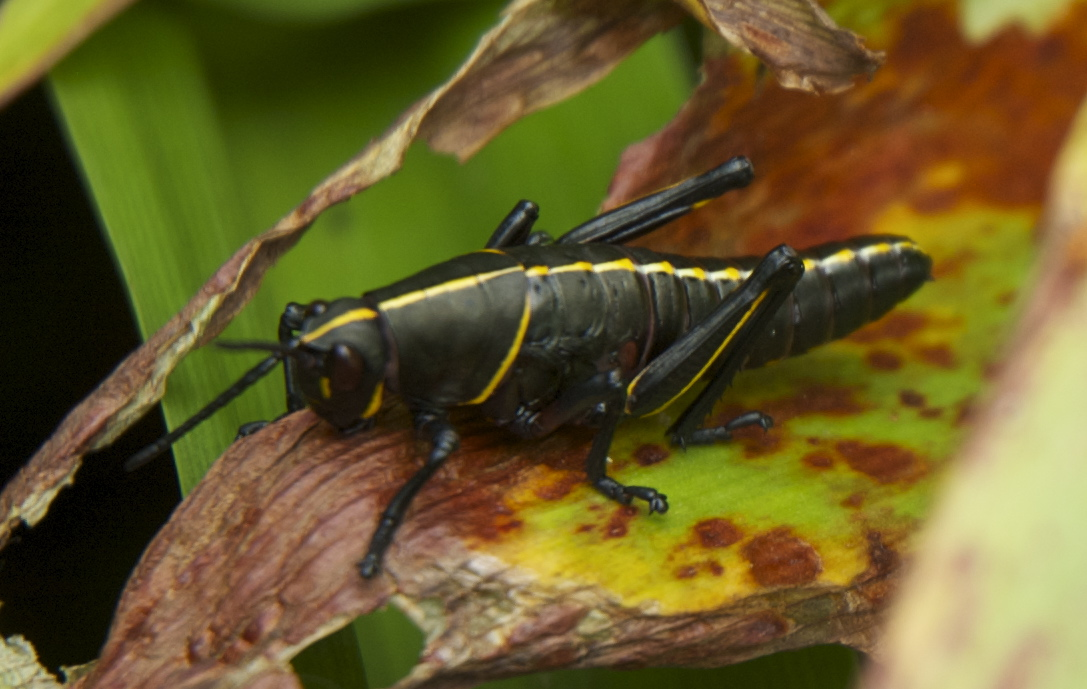
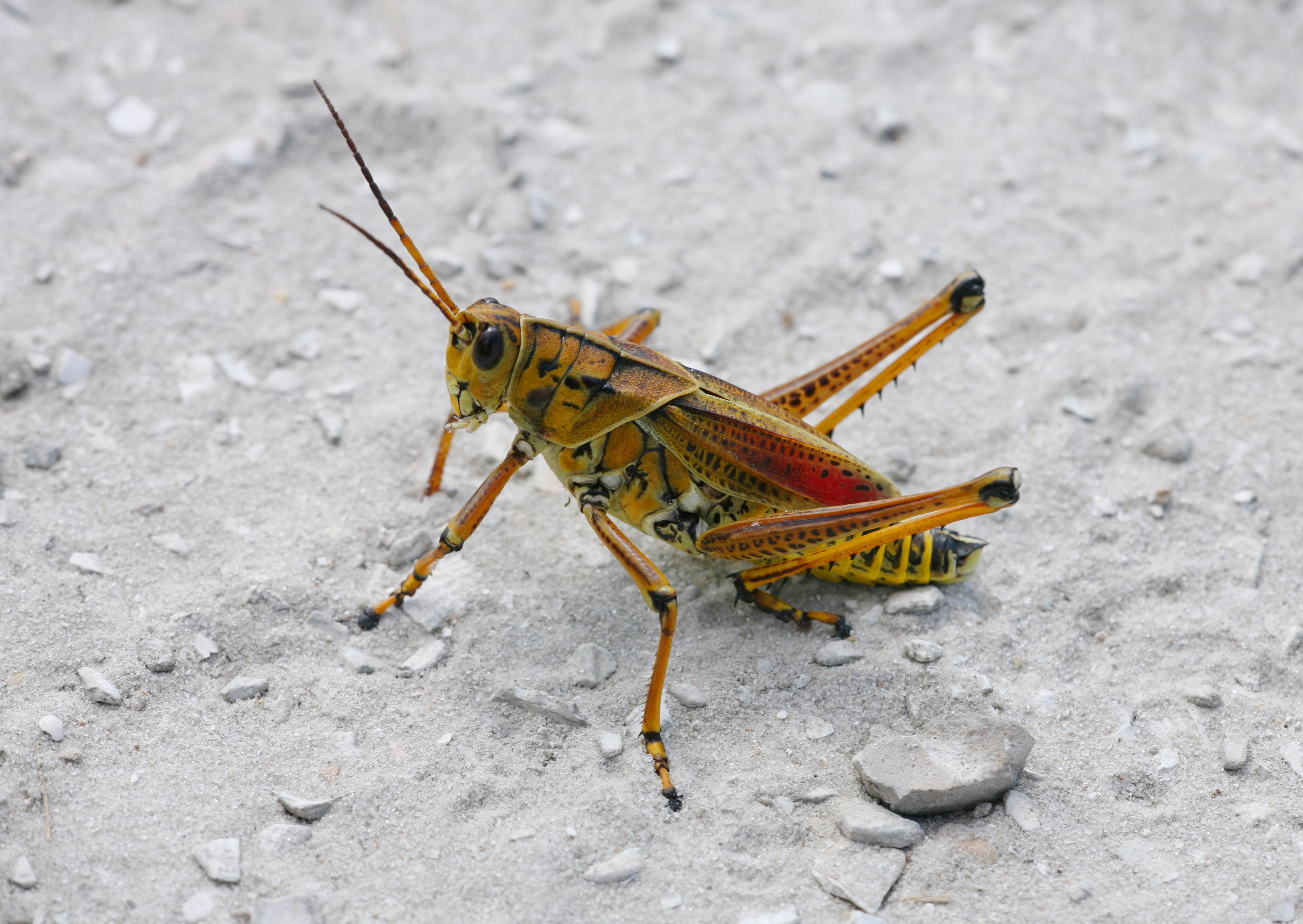
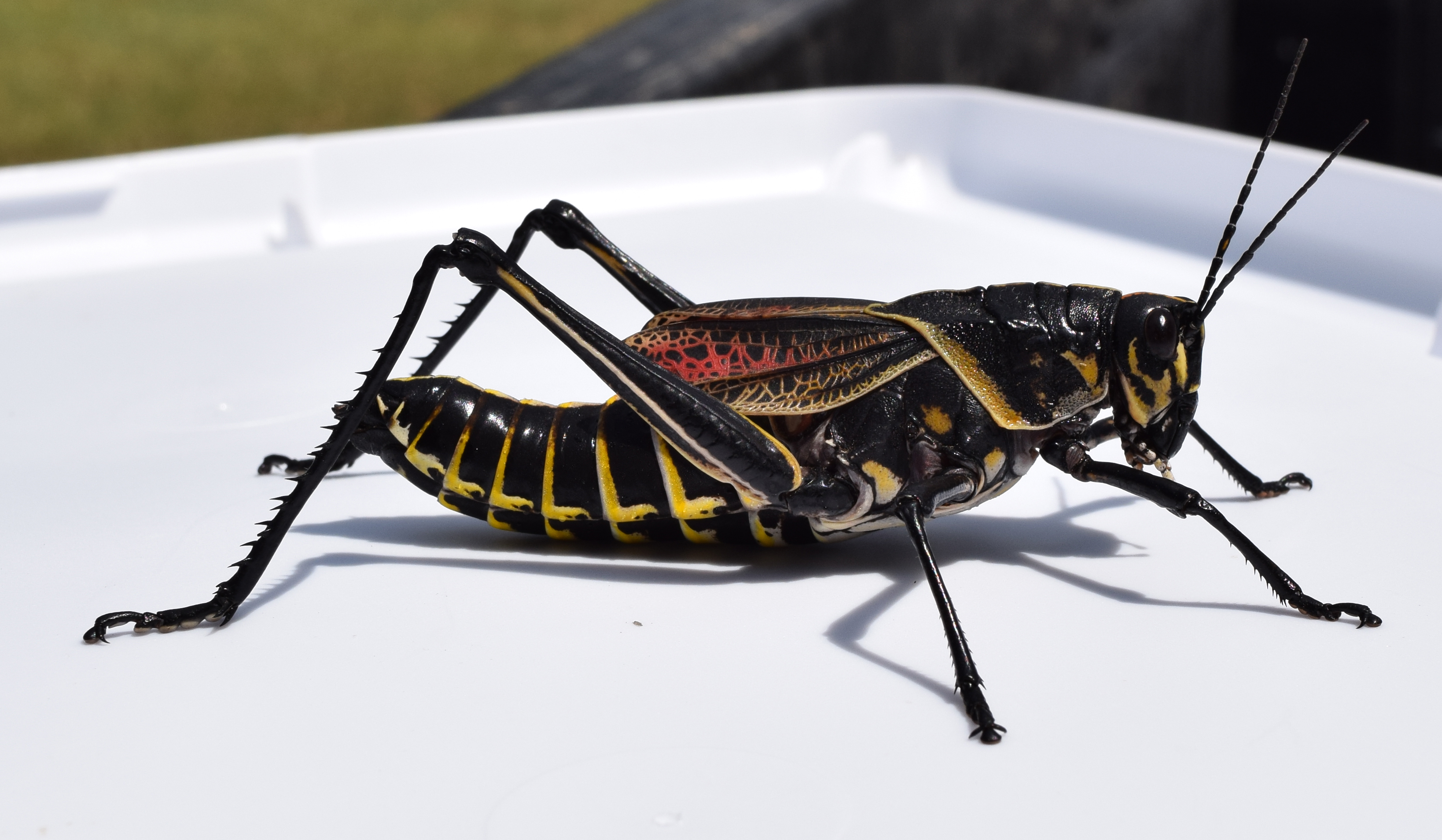
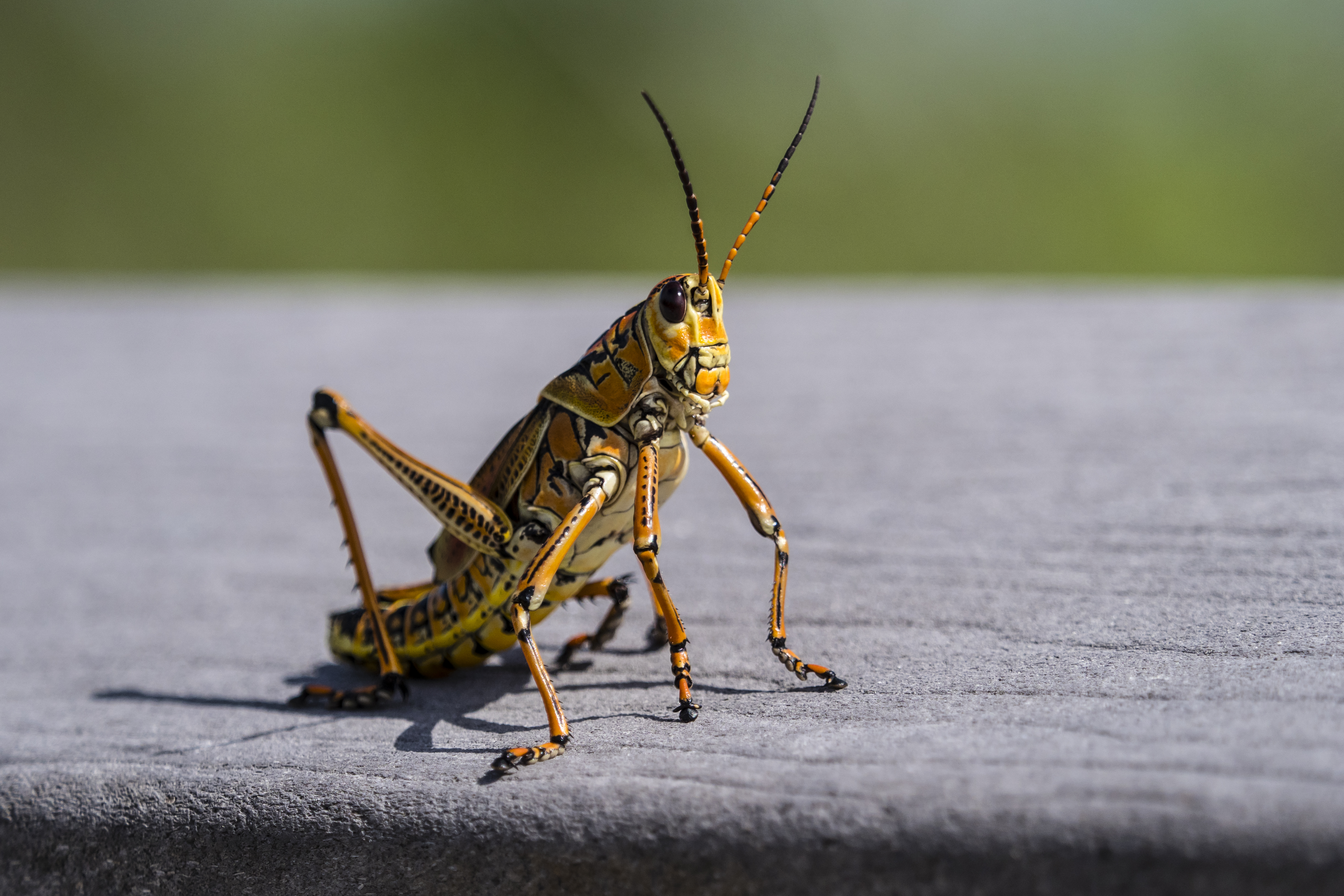
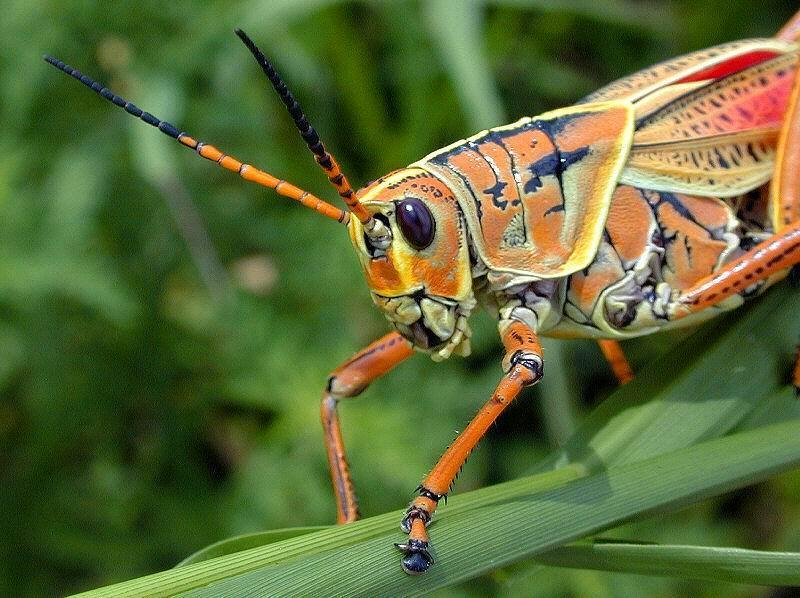
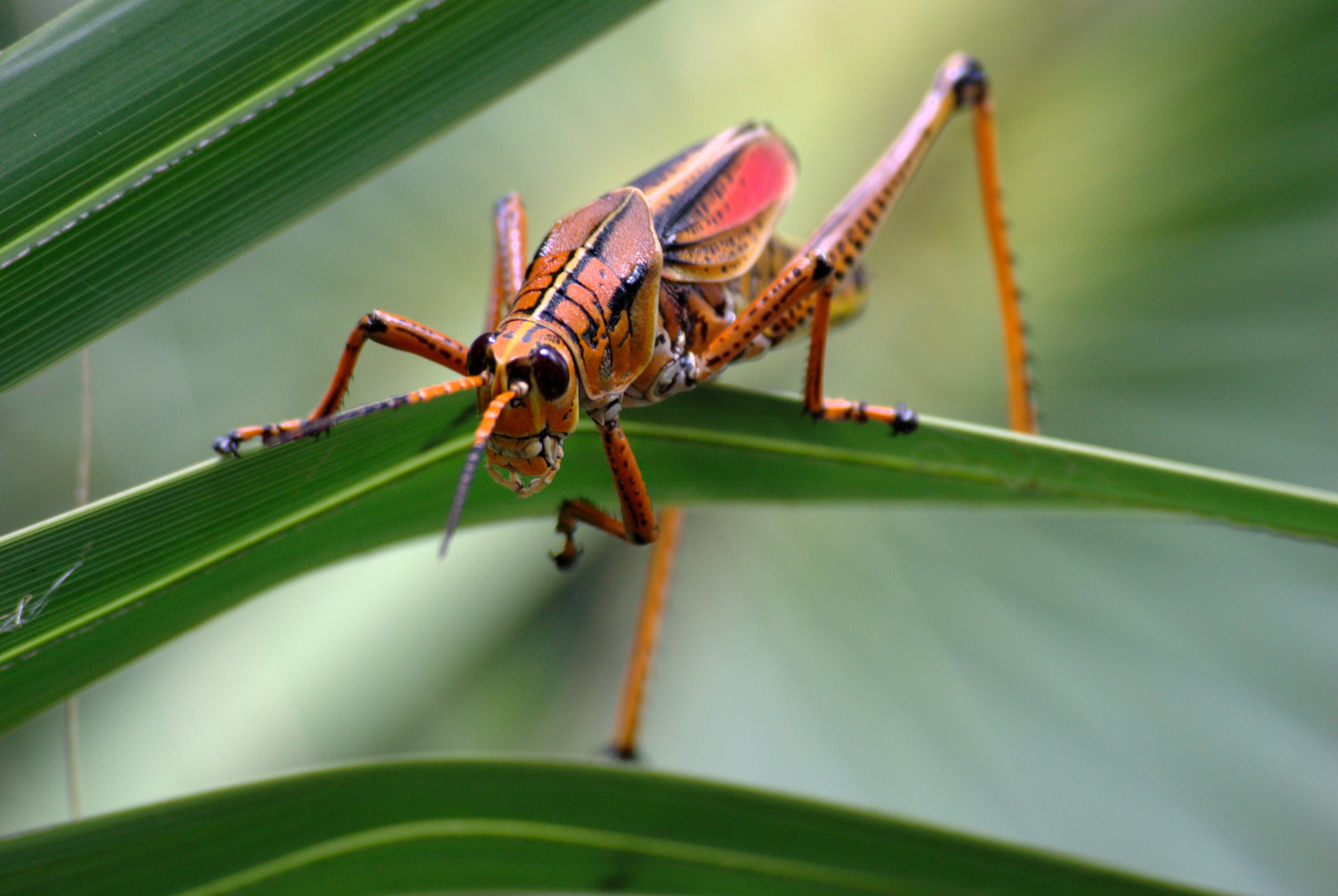